# ビエ州
ビエ州（ビエしゅう、ポルトガル語: Bié）とはアンゴラの州である。同国中央部のビエ高原に位置する。州都はクイトであり、70,800km²の面積を擁し、人口は2014年の調査によると1,455,255人である。爽快な気候と豊富な降水量がトウモロコシ、サトウキビ、イネ、コーヒー、ラッカセイなどの栽培を可能にしている。
マランジェ州、北東のルンダ・スル州、モシコ州、南のクアンド・クバンゴ州、西のウイラ州、ウアンボ州、クアンザ・スル州と州境を接している。大地はアンゴラで最も肥沃であると知られ、東と北をクアンザ川が流れ。南に向かい、マランジェ州との州境の一部を成している。南西はオカヴァンゴ川の支流たるクシ川が流れている。

## ムニシピオ
ビエ州は9つの自治体（ムニシピオ）から成る。
- アンドゥーロ（英語版）
- カマクパ（英語版）
- カタボーラ（英語版）
- シングアール（英語版）
- シテンボ（英語版）
- クエンバ（英語版）
- クイト
- クシンガ（英語版）
- ニャレア（英語版）

## 出身人物
- ジョナス・サヴィンビ - 政治家、アンゴラ全面独立民族同盟（UNITA）の創始者。